# Święta Góra (koło Radostowa)
Święta Góra – wzgórze (179 m.) położone w województwie warmińsko-mazurskim, w powiecie olsztyńskim, w gminie Jeziorany.
Punkt widokowy na wieś Radostowo i okolice. Zachowały się na niej ślady dawnych wałów i fos - według podań tu miała stać pogańska świątynia Prusów.